# Luisa Elisabetta di Borbone-Orléans
Luisa Elisabetta di Borbone-Orléans, detta Mademoiselle de Montpensier (Parigi, 11 dicembre 1709 – Parigi, 16 giugno 1742), fu regina consorte di Spagna per il suo matrimonio con Luigi I di Spagna.

## Biografia
Era figlia di Filippo II di Borbone-Orléans Duca d'Orléans e, in seguito, reggente di Francia, e di sua moglie, Francesca Maria di Borbone-Francia, la seconda Mademoiselle de Blois, figlia di Luigi XIV di Francia e della sua favorita, Françoise-Athénaïs di Montespan.
Poiché nessuno era molto interessato a lei in quanto femmina, Luisa Elisabetta ricevette una misera educazione e sembrò destinata al matrimonio con qualche oscuro principe tedesco o italiano.
Dal 1715 suo padre era sovrano de facto di Francia come reggente per il giovane Luigi XV di Francia. Nel 1718 scoppiò una guerra fra Francia e Spagna e due anni dopo Filippo V di Spagna volle stipulare la pace proponendo un doppio matrimonio: sua figlia di tre anni Marianna Vittoria avrebbe sposato Luigi XV e suo figlio ed erede Luigi di Spagna avrebbe sposato una delle figlie del Reggente. A quel tempo, Luisa Elisabetta era l'unica figlia nubile del Reggente.
Di conseguenza, nel 1721, ad appena dodici anni, Louisa Elisabetta andò a Madrid: venne accolta dalla famiglia reale spagnola in modo freddo, in modo particolare dalla matrigna del suo futuro marito, Elisabetta Farnese. Le nozze avvennero il 20 gennaio 1722: come moglie dell'erede al trono spagnolo, Luisa Elisabetta fu spiata e accusata di ogni possibile infrazione dell'etichetta. La sua scarsa educazione ostacolò la sua capacità di adattarsi alla corte spagnola ed ella reagì chiudendosi in sé stessa e sfoggiando un comportamento indecente, come camminare nuda, ruttando ed emettendo flatulenze in pubblico.
Il 15 gennaio 1724 Filippo V abdicò in favore del figlio, che divenne re Luigi di Spagna: Luisa Elisabetta fu regina, ma solo per sette mesi, poiché Luigi morì di vaiolo senza eredi, e la corona tornò a Filippo V. Divenuta vedova a quindici anni, Luisa Elisabetta cadde in un isolamento tale che la Francia le chiese di tornare. Il 15 marzo 1725, prese discretamente la via di Parigi, dove morì nel 1742, dimenticata da tutti.

### Titoli nobiliari
- 11 dicembre 1709 – 20 gennaio 1722: "Sua Altezza Serenissima" Mademoiselle de Montpensier
- 20 gennaio 1722 – 15 gennaio 1724: "Sua Altezza Reale" la Principessa delle Asturie, Principessa ereditaria di Spagna
- 15 gennaio 1724 – 31 agosto 1724: "Sua Maestà" la Regina di Spagna
- 31 agosto 1724 – 16 giugno 1742: "Sua Maestà" la Regina vedova di Spagna

## Antenati
|                                     |                       |                                      | Genitori                              |  |  | Nonni |  |  | Bisnonni              |  |  | Trisnonni            |  |
|                                     |                       |                                      |                                       |  |  |       |  |  | Luigi XIII di Francia |  |  | Enrico IV di Francia |  |
|                                     |                       |                                      |                                       |  |  |       |  |  | Luigi XIII di Francia |  |  | Enrico IV di Francia |  |
|                                     |                       | Maria de' Medici                     |                                       |  |  |       |  |  | Luigi XIII di Francia |  |  |                      |  |
| Filippo I di Borbone-Orléans        |                       |                                      |                                       |  |  |       |  |  | Luigi XIII di Francia |  |  |                      |  |
|                                     |                       | Anna d'Asburgo                       | Filippo III di Spagna                 |  |  |       |  |  |                       |  |  |                      |  |
|                                     |                       | Anna d'Asburgo                       | Filippo III di Spagna                 |  |  |       |  |  |                       |  |  |                      |  |
|                                     |                       | Anna d'Asburgo                       | Margherita d'Austria-Stiria           |  |  |       |  |  |                       |  |  |                      |  |
| Filippo II di Borbone-Orléans       |                       | Anna d'Asburgo                       |                                       |  |  |       |  |  |                       |  |  |                      |  |
|                                     |                       | Carlo I Luigi del Palatinato         | Federico V Elettore Palatino          |  |  |       |  |  |                       |  |  |                      |  |
|                                     |                       | Carlo I Luigi del Palatinato         | Federico V Elettore Palatino          |  |  |       |  |  |                       |  |  |                      |  |
|                                     |                       | Carlo I Luigi del Palatinato         | Elisabetta Stuart                     |  |  |       |  |  |                       |  |  |                      |  |
| Elisabetta Carlotta del Palatinato  |                       | Carlo I Luigi del Palatinato         |                                       |  |  |       |  |  |                       |  |  |                      |  |
|                                     |                       | Carlotta d'Assia-Kassel              | Guglielmo V d'Assia-Kassel            |  |  |       |  |  |                       |  |  |                      |  |
|                                     |                       | Carlotta d'Assia-Kassel              | Guglielmo V d'Assia-Kassel            |  |  |       |  |  |                       |  |  |                      |  |
|                                     |                       | Carlotta d'Assia-Kassel              | Amalia Elisabetta di Hanau-Münzenberg |  |  |       |  |  |                       |  |  |                      |  |
| Luisa Elisabetta di Borbone-Orléans |                       | Carlotta d'Assia-Kassel              |                                       |  |  |       |  |  |                       |  |  |                      |  |
|                                     | Luigi XIII di Francia | Enrico IV di Francia                 |                                       |  |  |       |  |  |                       |  |  |                      |  |
|                                     | Luigi XIII di Francia | Enrico IV di Francia                 |                                       |  |  |       |  |  |                       |  |  |                      |  |
|                                     | Luigi XIII di Francia | Maria de' Medici                     |                                       |  |  |       |  |  |                       |  |  |                      |  |
| Luigi XIV di Francia                | Luigi XIII di Francia |                                      |                                       |  |  |       |  |  |                       |  |  |                      |  |
|                                     |                       | Anna d'Asburgo                       | Filippo III di Spagna                 |  |  |       |  |  |                       |  |  |                      |  |
|                                     |                       | Anna d'Asburgo                       | Filippo III di Spagna                 |  |  |       |  |  |                       |  |  |                      |  |
|                                     |                       | Anna d'Asburgo                       | Margherita d'Austria-Stiria           |  |  |       |  |  |                       |  |  |                      |  |
| Francesca Maria di Borbone-Francia  |                       | Anna d'Asburgo                       |                                       |  |  |       |  |  |                       |  |  |                      |  |
|                                     |                       | Gabriel de Rochechouart de Mortemart | Gaspard de Rochechouart               |  |  |       |  |  |                       |  |  |                      |  |
|                                     |                       | Gabriel de Rochechouart de Mortemart | Gaspard de Rochechouart               |  |  |       |  |  |                       |  |  |                      |  |
|                                     |                       | Gabriel de Rochechouart de Mortemart | Louise de Maure                       |  |  |       |  |  |                       |  |  |                      |  |
| Françoise-Athénaïs di Montespan     |                       | Gabriel de Rochechouart de Mortemart |                                       |  |  |       |  |  |                       |  |  |                      |  |
|                                     |                       | Diane de Grandseigne                 | Jean de Grandseigne                   |  |  |       |  |  |                       |  |  |                      |  |
|                                     |                       | Diane de Grandseigne                 | Jean de Grandseigne                   |  |  |       |  |  |                       |  |  |                      |  |
|                                     |                       | Diane de Grandseigne                 | Catherine de La Béraudière            |  |  |       |  |  |                       |  |  |                      |  |
|                                     |                       | Diane de Grandseigne                 |                                       |  |  |       |  |  |                       |  |  |                      |  |

## Cultura di massa
Luisa Elisabetta di Borbone-Orléans è uno dei personaggi principali del romanzo "L'Échange des princesses" di Chantal Thomas e del film omonimo realizzato nel 2017 da Marc Dugain.